# Longirod
Longirod és un municipi del cantó suís del Vaud, situat al districte de Nyon.